# Rue Ernest-Renan (Paris)
Pour les articles homonymes, voir Rue Ernest-Renan.
Ne doit pas être confondu avec Avenue Ernest-Renan (Paris).
La rue Ernest-Renan est une rue du 15e arrondissement.
Il ne faut pas la confondre avec l'avenue Ernest-Renan, située également dans le 15e arrondissement de Paris, qui relie la place de la Porte-de-Versailles et le boulevard périphérique sud, et se prolonge à Issy-les-Moulineaux par la rue Ernest-Renan.

## Situation et accès
Située dans le quartier Necker, elle débute 17-21, rue Lecourbe et se termine 174, rue de Vaugirard

## Origine du nom

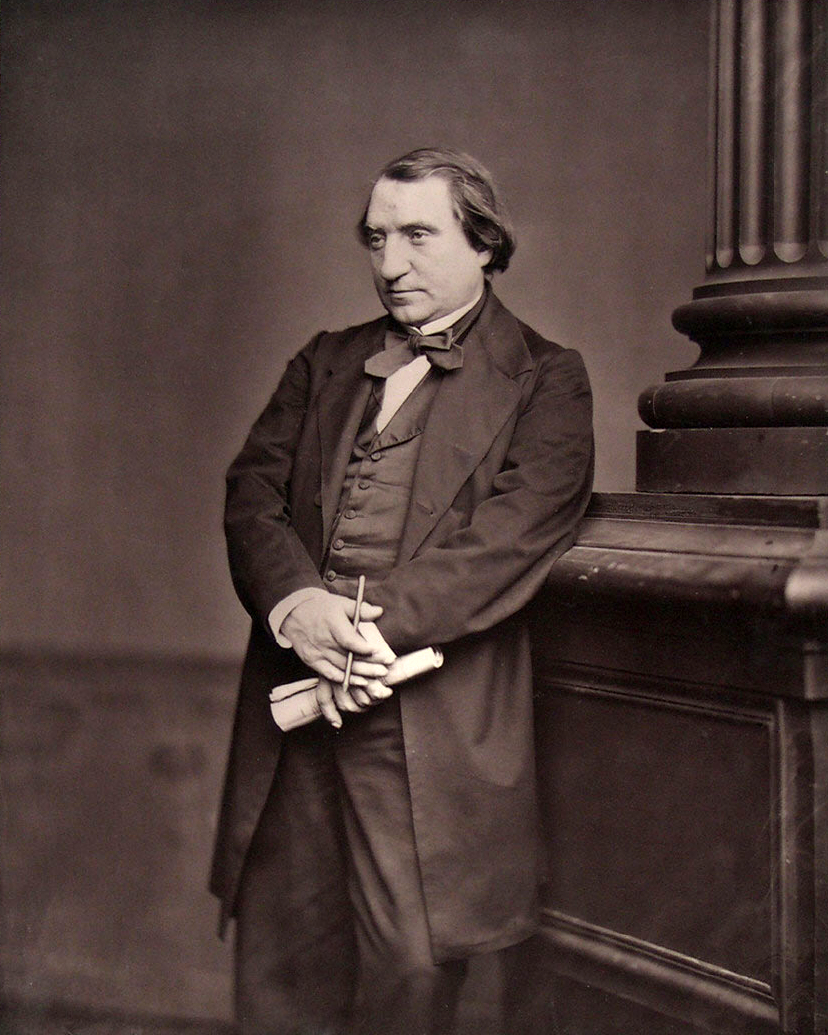
Ernest Renan.

Elle porte le nom de l'écrivain, philologue, philosophe et historien français Ernest Renan (1823-1892).

## Historique

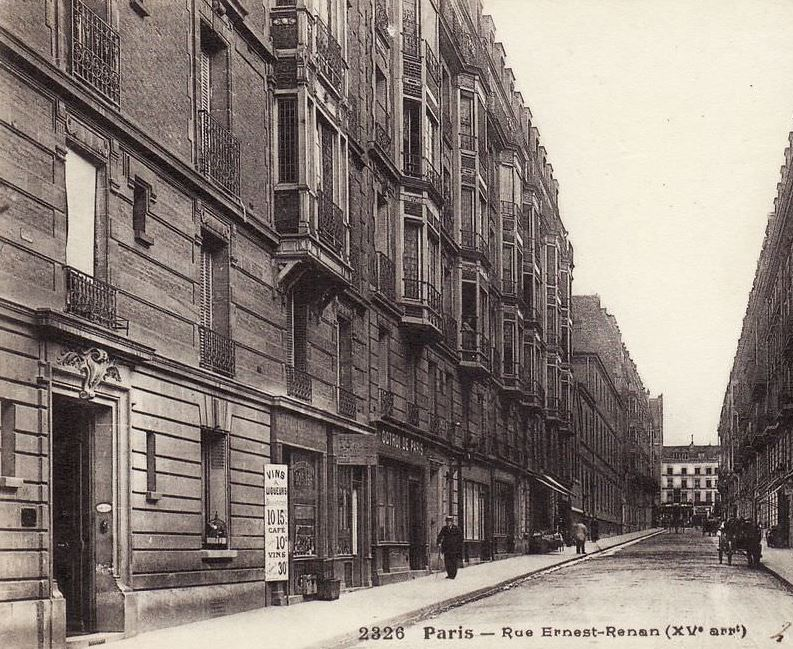
La rue Ernest-Renan autrefois.

Cette voie est créée en 1892 et prend sa dénomination actuelle le 26 décembre 1893.

## Bâtiments remarquables et lieux de mémoire
- Nos 13 à 21 : immeubles néo-haussmanniens construits en 1893-1894 par l’architecte Henri Ragache. Ils se distinguent par leurs bow-windows à armature métallique[1].